# Pojangmacha

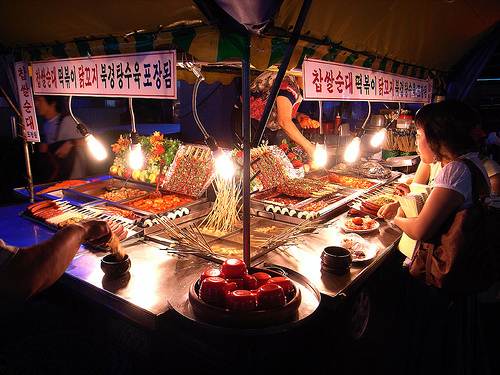
Una pojangmacha.

La pojangmacha (포장마차?, 布帳馬車?, p'ochangmach'aMR; letteralmente "carretto coperto") è una bancarella di strada, talvolta provvista di ruote, tipica della Corea del Sud.

## Caratteristiche
Le pojangmacha sono luoghi in voga dove mangiare o bere qualcosa a notte inoltrata. Il cibo venduto (che comprende vari tipi di cibo di strada, come hotteok, gimbap, tteokbokki, sundae, dakkochi, odeng, mandu e anju) può essere consumato velocemente restando in piedi, oppure venire portato via. Talune forniscono sedie e panchine per far sedere i clienti, soprattutto se venuti a bere alcolici come il soju.

## Diffusione
Nel 2012 si contavano circa 3.100 pojangmacha a Seul. Il numero è sceso in seguito alla decisione dell'amministrazione cittadina di chiuderle, perché considerate brutture urbanistiche illegali e antigieniche.